# 病院事業管理者
病院事業管理者（びょういんじぎょうかんりしゃ）は、予算調製権や議会への議案提出権などを除き、開設者たる首長とほぼ同等の権限で公立病院を経営する特別職地方公務員である。首長が任命し、多くの場合医師が就任する。

## 概要
公立病院の経営主体は地方自治体であるが、より医療の現場に即した病院経営のため、病院事業を地方公営企業同様に扱い、その管理者たる病院事業管理者に権限委譲を行うものである。法定の任期は4年である。
地方公営企業法一部適用の場合には病院経営の権限は首長にあるため、予算原案の作成・説明書の作成は病院長の権限外である。また、病院内で必要な分課を設けることも独自にはできず、職員の任免・給与等に関する権限や資産の取得・処分、契約の締結についても病院長の権限外である。企業管理規定の制定も病院長が自身の裁量の範囲内で行うことはできない。企業職員の任免や指揮監督もできず、首長や首長部局の意向に事務職員の人事が大きく左右されるため、病院長の経営上の裁量は全部適用病院の事業管理者と比較すると様々な面で制限されている。したがって一部適用の場合は病院長が持つ権限はかなり小さいが、全部適用病院は事業管理者に人事・予算をはじめとした権限が与えられ、経営上の裁量が大きいものとなる。このように全部適用病院の事業管理者に与えられている権限は極めて大きいため、この権限の範囲内においては病院長の権限も増すことになる。
予算の編成や契約の締結など病院運営に関する広範な権限が与えられるため、機動的・弾力的な運営を行うことが可能であるほか、予算の議決や決算の認定などを受けることで議会の意向が病院運営に反映される。ただし、議会への議案提出や職員定数管理の権限は首長に付与されているものの、これまで首長の権限で行われていた人事、給与、労務管理業務なども病院事業単独で行うことが可能となる。
報酬も桁外れに多いため、岡山市(後述のように、2014年4月に独法化)の場合は訴訟まで起こった。

## 権限
- 内部組織の設置
- 職員の任免、給与等の身分取扱い
- 予算の原案、説明書の作成
- 資産の取得、管理、処分
- 契約の締結

など

## 根拠となる法規
- 地方公営企業法第2条第3項の定めにより、当該病院事業に当該法律の規定を全部適用するもの。

## 主な採用自治体
- 北海道
- 福島県
- 新潟県
- 滋賀県
- 島根県
- 大分県
- 札幌市
- 函館市
- 室蘭市
- 砂川市
- 留萌市
- 稚内市
- 仙台市
- 青梅市
- 川崎市
- 池田市
- 吹田市
- 瀬戸内市
- 広島市
- 光市
- 長崎市
- 鹿児島市

かつては秋田市（市立秋田総合病院）でも採用されていたが、2014年4月より地方独立行政法人の運営に移行したため、病院事業管理者ではなく理事長職を設置している（2014年4月時点では、理事長が院長を兼務）。
岡山市は、2014年4月、地方独立行政法人岡山市立総合医療センターを設立し、市立3病院（総合病院岡山市立市民病院、岡山市立せのお病院、国立病院機構岡山市立金川病院）を同センター運営に移行し、独法化した。

## 主な関係する病院
- 北海道立江差病院
- 北海道立北見病院
- 北海道立羽幌病院
- 北海道立緑ヶ丘病院
- 北海道立向陽ヶ丘病院
- 北海道立子ども総合医療・療育センター
- 市立札幌病院
- 市立旭川病院
- 市立函館病院
- 市立室蘭総合病院
- 岩見沢市立総合病院
- 砂川市立病院
- 名寄市立総合病院
- 留萌市立病院
- 市立稚内病院
- 仙台市立病院
- 瀬戸内市立瀬戸内市民病院

## 参考条文
地方公営企業法（昭和二十七年八月一日法律第二百九十二号）（抄）
第二条（この法律の適用を受ける企業の範囲）

3　前二項に定める場合のほか、地方公共団体は、政令で定める基準に従い、条例（地方自治法 （昭和二十二年法律第六十七号）第二百八十四条第一項の一部事務組合（以下「一部事務組合」という。）又は広域連合（以下「広域連合」という。）にあつては、規約）で定めるところにより、その経営する企業に、この法律の規定の全部又は一部を適用することができる。
第七条の二（管理者の選任及び身分取扱い）

管理者は、地方公営企業の経営に関し識見を有する者のうちから、地方公共団体の長が任命する。

4 　管理者の任期は、四年とする。

5 　管理者は、再任されることができる。 

7 　地方公共団体の長は、管理者が心身の故障のため職務の遂行に堪えないと認める場合又は管理者の業務の執行が適当でないため経営の状況が悪化したと認める場合その他管理者がその職に必要な適格性を欠くと認める場合には、これを罷免することができる。

8 　地方公共団体の長は、管理者に職務上の義務違反その他管理者たるに適しない非行があると認める場合には、これに対し懲戒処分として戒告、減給、停職又は免職の処分をすることができる。

9　管理者は、前二項の規定による場合を除くほか、その意に反して罷免され、又は懲戒処分を受けることがない。 
第八条（管理者の地位及び権限）

管理者は、次に掲げる事項を除くほか、地方公営企業の業務を執行し、当該業務の執行に関し当該地方公共団体を代表する。ただし、法令に特別の定めがある場合は、この限りでない。

一 　予算を調製すること。

二 　地方公共団体の議会の議決を経るべき事件につきその議案を提出すること。

三 　決算を監査委員の審査及び議会の認定に付すること。

四 　地方自治法第十四条第三項 並びに第二百二十八条第二項 及び第三項 に規定する過料を科すること。
第九条（管理者の担任する事務）

管理者は、前条の規定に基いて、地方公営企業の業務の執行に関し、おおむね左に掲げる事務を担任する。

一 　その権限に属する事務を分掌させるため必要な分課を設けること。

二 　職員の任免、給与、勤務時間その他の勤務条件、懲戒、研修及びその他の身分取扱に関する事項を掌理すること。

三 　予算の原案を作成し、地方公共団体の長に送付すること。

四 　予算に関する説明書を作成し、地方公共団体の長に送付すること。

五 　決算を調製し、地方公共団体の長に提出すること。

六 　議会の議決を経るべき事件について、その議案の作成に関する資料を作成し、地方公共団体の長に送付すること。

七 　当該企業の用に供する資産を取得し、管理し、及び処分すること。

八 　契約を結ぶこと。

九 　料金又は料金以外の使用料、手数料、分担金若しくは加入金を徴収すること。

十 　予算内の支出をするため一時の借入をすること。

十一 　出納その他の会計事務を行うこと。

十二 　証書及び公文書類を保管すること。

十三 　労働協約を結ぶこと。

十四 　当該企業に係る行政庁の許可、認可、免許その他の処分で政令で定めるものを受けること。

十五 　前各号に掲げるものを除く外、法令又は当該地方公共団体の条例若しくは規則によりその権限に属する事項

## 註釈
1. 1 2  各経営形態の特徴 市立千歳市民病院
2. ↑  自治体病院経営者の経営上の裁量とその阻害要因に関する研究 会計検査院
3. ↑  岡山市立金川病院については、2012年に先行して、独立行政法人国立病院機構を指定管理者とした上で、国立病院機構岡山医療センターの分院扱いとなり、国立病院機構岡山市立金川病院の名称となった。2014年に、設置者を岡山市立総合医療センターとして、指定管理者が国立病院機構のままとなった。